# جاين جاكوبز
جاين جاكوبز (بالإنجليزية: Jane Jacobs)‏ (4 مايو 1916 - 25 أبريل 2006) صحفية ومؤلفة وناشطة أمريكية كندية، كانت ذات تأثير في الدراسات الحضرية وعلم الاجتماع والاقتصاد. ناقشت في كتابها «موت وحياة مدن أمريكية كبرى» (1961) بأن التجديد الحضري لا يحترم حاجات سكان المدن.
أدارت جاكوبز جهودًا شعبية لحماية الأحياء من خطط «إزالة الأحياء الفقيرة»، وخاصة خطط روبرت موزيس لإصلاح حي غرينتش الخاص بها. لعبت دورًا أساسيًا في الإلغاء النهائي لإنشاء طريق مانهاتن السريع السفلي، والذي كان سيمر مباشرة عبر سوهو وإيطاليا الصغرى. أُلقي القبض عليها عام 1968؛ لتحريضها على الحشد ضد جلسة استماع عامة بشأن هذا المشروع. وبعد انتقالها إلى تورونتو سنة 1968، انضمت إلى المعارضة الخاصة بإنشاء طريق سبادينا السريع وشبكة الطرق السريعة المرتبطة به، والتي كان مخططًا لها في تورونتو، وما زالت قيد الإنشاء.
باعتبارها أمًا وكاتبة منتقدة للخبراء في مجال التخطيط الحضري، والذي يهيمن عليه الذكور، فقد تعرضت جاكوبز للازدراء من قبل شخصيات بارزة. وُصفت بأنها ربة منزل في المقام الأول. لم تحصل على شهادة جامعية أو أي تدريب رسمي في مجال التخطيط الحضري؛ واعتُبر افتقارها إلى تلك المؤهلات سببًا لانتقادها.

## السنوات المبكرة
ولدت جاكوبز (جاين ايزابيل بتزنر) في سكرانتون، بولاية بنسلفانيا، ابنة لوالدتها بيس روبسون بتزنر؛ مدرسة وممرضة سابقة، ولوالدها الطبيب جون ديكر بتزنر. كانوا أسرة بروتستانتية في بلدة كاثوليكية رومانية. عمل شقيقها «جون ديكر بتزنر الابن» قاضيًا في محكمة الاستئناف في الولايات المتحدة للدائرة الرابعة. وبعد تخرجها من مدرسة سكرانتون الثانوية، عملت لمدة عام، بدون أجر، كمساعدة محررة للصفحة الرئيسية (صفحة المرأة) في صحيفة سكرانتون تريبيون.

### مدينة نيويورك
في سنة 1935، خلال الأزمة الاقتصادية الكبرى (الكساد الكبير)، انتقلت مع شقيقتها بيتي إلى مدينة نيويورك. أُعجبت «جاين بتزنر» في الحال بقرية غرينتش في مانهاتن، والتي لم تكن متوافقة مع البنية الشبكية للمدينة. وسرعان ما انتقلت الأختان من بروكلين إلى هناك.
شغلت جاكوبز خلال سنواتها الأولى في المدينة العديد من الوظائف المتنوعة، عملت كستينوغراف (كاتبة اختزالية) وككاتبة مستقلة؛ تكتب عن المناطق التي تعمل فيها داخل المدينة. قالت لاحقًا: «أعطتني هذه التجارب فكرة عما يجري في المدينة، وعن طبيعة عمل المشاريع، وعن كيف يكون العمل». شغلت أول عمل لها كسكرتيرة لمجلة تجارية، ثم كمحررة. باعت مقالات لمجلة صنداي هيرالد تريبيون، ولمجلة كيو، ولمجلة فوغ.
درست لمدة سنتين في كلية الدراسات العامة بجامعة كولومبيا، حيث تلقت مقررات في الجيولوجيا، وعلم الحيوان، والقانون، والعلوم السياسية، والاقتصاد. وعن حريتها في متابعة الدراسة عبر اهتماماتها واسعة النطاق، قالت: «إنها المرة الأولى التي أحببت فيها الدراسة، والمرة الأولى التي أحصل فيها على علامات جيدة. كان هذا تقريبًا ما فتح لي المجال؛ لأنني وبعد حصولي، إحصائيًا، على عدد معين من الاعتمادات أصبح يحق لي الالتحاق بكلية بارنارد في كولومبيا، وبمجرد ذلك، اضطررت إلى تعلم ما أرادت كلية بارنارد؛ على ما يبدو، أن اتعلمه؛ وليس ما أردت أنا تعلُمه. لحسن الحظ، كانت علاماتي في المدرسة الثانوية سيئة للغاية؛ لدرجة أن كلية بارنارد قررت أنه لا يمكنني الانتماء إليها، ولذلك سُمح لي بالاستمرار في الحصول على التعليم.»

## الحياة المهنية

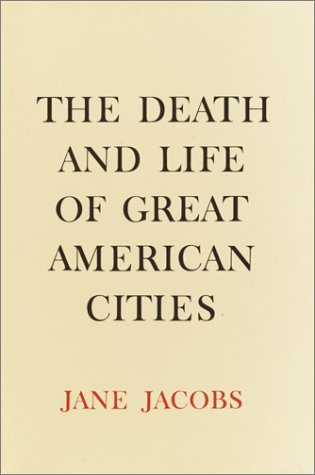
غلاف كتاب "موت وحياة المدن الأمريكية الكبرى" لجين جاكوبس.

بعد أن التحقت «بتزنر» بكلية الدراسات العامة بجامعة كولومبيا لمدة عامين، وجدت عملًا في مجلة «آيرون ايج». حظيت مقالتها في عام 1943 عن التدهور الاقتصادي في سكرانتون بدعاية واسعة، الأمر الذي دفع شركة «موراي» الأميركية إلى إقامة مصنع للطائرات الحربية هناك. وبدافع من هذا النجاح، التمست «بتزنر» من مجلس الإنتاج الحربي دعم المزيد من العمليات في سكرانتون. وبسبب معاناتها من التمييز في العمل في مجلة «آيرون ايج»، دعت إلى المساواة في الأجور بين المرأة والرجل، وإلى حق العمال في تشكيل نقابات.

### مجلة أميريكا
أصبحت كاتبة مقالات بارزة في مكتب معلومات الحرب، ثم مراسلة لمجلة أميريكا، وهي إحدى منشورات وزارة الخارجية الأمريكية. وأثناء عملها هناك، التقت بـ«روبرت هايد جاكوبز الابن»، وهو مهندس معماري من خريجي جامعة كولومبيا، كان يصمم طائرات حربية لشركة غرومان. تزوجا في عام 1944، وقد أنجبا ابنة اسمها برغن، وابنين هما جيمس ونيد. اشتريا مبنى من ثلاثة طوابق، في 555 شارع هدسون بمانهاتن. استمرت جاين بالكتابة لمجلة أميريكا بعد الحرب، بينما غادر زوجها روبرت شركة غرومان؛ واستأنف العمل كمهندس معماري.
رفض الزوجان العيش في الضواحي سريعة النمو باعتبارها «طفيلية»، مفضليين البقاء في قرية غرينتش. قاما بترميم منزلهما وسط منطقة سكنية وتجارية مختلطة، مع بناء حديقة في الفناء الخلفي.
أثناء فترة عملها في وزارة الخارجية، خلال عهد مكارثي، تلقت جاكوبز استبيانًا عن معتقداتها وولائها السياسي. كانت جاكوبز مناهضة للشيوعية، وقد غادرت اتحاد العمال الفيدرالي بسبب تعاطفها الواضح مع الشيوعيين. ومع ذلك، كانت موالية للاتحاد وتقدر، كما زُعم، كتابات شاول ألينسكي؛ لذلك كانت موضعًا للريبة والاشتباه. في 25 مارس 1952، سلمت جاكوبز ردها إلى كونراد إي. سنو، رئيس مجلس ضمان الولاء في وزارة الخارجية الأمريكية. قالت في مقدمة ردها: «يكمن التهديد الآخر لأمن تقاليدنا، كما أعتقد، بالداخل. إنه الخوف الحالي من الأفكار المتطرفة وممن يطرحونها ويروجون لها. أنا لا أتفق مع متطرفي اليسار أو اليمين، ولكني أعتقد أنه ينبغي السماح لهم بالكلام والنشر، لأن هم أنفسهم لديهم، وينبغي أن يكون لهم، حقوق، وبمجرد زوال حقوقهم، فإن حقوق بقيتنا بالكاد تكون آمنة …».

### مجلة المنتدى المعماري
غادرت جاكوبز مجلة أميريكا عام 1952، عندما أعلنت المجلة عن نقل مقرها إلى واشنطن العاصمة. وجدت وظيفة مجدية في مجلة المنتدى المعماري، والتي يصدرها هنري لوس مؤسس مجلة تايم. وبعد نجاحها المبكر في العمل، بدأت جاكوبز تتولى مهامًا في التخطيط الحضري وفي «التدهور الحضري». وفي سنة 1954، عُيِّنت لتغطية عملية تطوير في فيلادلفيا من تصميم «ادموند بيكون». ورغم أن محرريها كانوا يتوقعون قصة إيجابية، فقد انتقدت جاكوبز مشروع بيكون، وانتقدت ردة فعله على قلة اكتراثه بالفقراء الأميركيين من أصل أفريقي؛ الذين تضرروا بشكل مباشر جراء المشروع. وعندما عرض بيكون لجاكوبز أمثلة على الأحياء المطورة وغير المطورة، جزمت جاكوبز بأن «التنمية» على ما يبدو تُنهي حياة المجتمع في الشارع. وعندما عادت جاكوبز إلى مكاتب مجلة المنتدى المعماري، بدأت تشكك في إجماع الآراء بشأن التخطيط الحضري، والذي حدث في خمسينيات القرن العشرين.
في سنة 1955، التقت جاكوبز بـ«وليم كيرك»، وهو قس أسقفي كان يعمل في شرق هارلم. أتى كيرك إلى مكاتب مجلة المنتدى المعماري ليصف أثر عملية «إعادة الإحياء» على شرق هارلم، وقدم «وليم كيرك» جاكوبز إلى أهل الحي.
وفي عام 1956، ألقت جاكوبز محاضرة في جامعة هارفارد بالنيابة عن دوغلاس هاسكيل المعماري الصحفي من مجلة المنتدى المعماري. خاطبت المهندسين المعماريين البارزين، ومخططي المناطق الحضرية، والمثقفين (بمن فيهم لويس مامفورد)، وتحدثت عن موضوع شرق هارلم. وحثت الحضور على «أن يحترموا -بشعور عميق- الطبقات الفوضوية التي تملك حكمة غريبة خاصة بمجتمعاتهم؛ والتي لم يستوعبها بعد مفهومنا للنظام الحضري». وعلى النقيض من توقعاتها، استُقبِل الخطاب بحماس، على الرغم من أنه كان بمثابة تهديد لمخططي المناطق الحضرية، وأصحاب العقارات، والمقاولين. طبعت مجلة المنتدى المعماري الخطاب في ذلك العام، إلى جانب صور فوتوغرافية لشرق هارلم.

## روابط خارجية
- جاين جاكوبز على موقع IMDb (الإنجليزية)
- جاين جاكوبز على موقع الموسوعة البريطانية (الإنجليزية)
- جاين جاكوبز على موقع ميوزك برينز (الإنجليزية)
- جاين جاكوبز على موقع إن إن دي بي (الإنجليزية)